# Petits royaumes hongrois

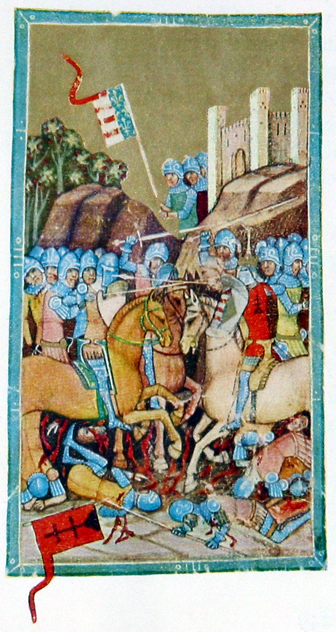
La bataille de Rozgony (Rozgonyi csata), qui eut lieu le 15 juin 1312, opposa le roi Charles Robert de Hongrie aux forces de l'oligarque Máté Csák et de ses alliés, les fils d'Amadé Aba. Cette bataille, qui se déroula près de Kassa (aujourd’hui Košice, en Slovaquie), est considérée comme l'un des tournants majeurs dans la lutte du roi contre les seigneurs provinciaux (tartományúrak), qui dominaient de vastes régions de Hongrie au début du XIVe siècle.

Les petits royaumes hongrois ou les territoires des petits rois (hongrois : Kiskirályok uralmi területei ; allemand : Ungarische Kleinkönigtümer) sont des seigneuries qui émergèrent en Hongrie au début du XIVe siècle. À la mort du roi André III en 1301, dernier représentant masculin de la dynastie des Árpád, l'unité du royaume de Hongrie se disloqua, donnant naissance à plusieurs principautés quasi indépendantes. Cette période est également désignée sous les termes oligarchie (oligarchia) ou anarchie féodale (feudális anarchia) dans l'historiographie hongroise.
Ces territoires étaient gouvernés par des oligarques (tartományúrak), de grands nobles exerçant un pouvoir sur des régions entières du royaume. Ces « petits rois » s'arrogeaient souvent des privilèges royaux sans l'approbation du souverain.
Parmi eux figuraient Máté Csák, Joakim Gutkeled, Amadé Aba, Borsa Kopasz, László Kán, István Ákos, Miklós Pok et les seigneurs de Kőszeg. Dans les années 1320, le roi Charles Robert lança une série de campagnes militaires qui mirent fin au pouvoir des oligarques, rétablissant ainsi l'autorité centrale de la monarchie hongroise.

## Contexte historique

### L'affaiblissement du pouvoir royal (XIIIe siècle)
Le pouvoir des rois de la dynastie des Árpád reposait sur la possession de terres, dont ils étaient les plus grands propriétaires, leur assurant ainsi d'importants revenus. Ce système commença à s'effondrer après l'invasion mongole de 1241, lorsque Béla IV et ses successeurs durent accorder de vastes domaines aux grands seigneurs pour encourager la reconstruction et garantir leur fidélité.
Entre 1242 et 1270, au moins soixante-dix forteresses furent construites, dont cinquante-cinq par l'aristocratie, renforçant le pouvoir des nobles au détriment du roi. La guerre entre Béla IV et son fils Étienne V à partir de 1262 fragilisa davantage la monarchie. Pour s'assurer des soutiens, père et fils accordèrent de grands domaines aux seigneurs, qui en profitèrent pour étendre leur autonomie.

### La montée des oligarques
Les seigneurs les plus puissants cherchèrent à concentrer leurs possessions en créant des domaines cohérents, facilitant ainsi la gestion, la collecte des impôts et le recrutement de troupes. Cette concentration passait par l'achat de terres, l'échange de domaines et l'appropriation forcée des terres des seigneurs plus faibles (hatalmaskodás). Face à ces abus, les nobles moins puissants se placèrent sous la protection des grands seigneurs en échange de services, formant un système féodal propre à la Hongrie, appelé familiaritas (« familiarité »), où les petits seigneurs rejoignaient ainsi la « famille » d'un seigneur plus puissant.
Les oligarques fondaient leur autorité juridique sur les titres royaux qu'ils avaient reçus, comme ceux d'ispán, ban ou palatin, mais ils les utilisaient de manière indépendante. L'ampleur de cette dérive atteignit son paroxysme dans les années 1310, lorsque dix seigneurs se proclamèrent simultanément palatin du royaume.

## Les petits royaumes et leur impact

### Une autonomie quasi totale

Les « petits royaumes » hongrois au XIV^{e} siècle.

Chaque seigneur provincial administrait son territoire depuis une forteresse imprenable, d'où il dirigeait ses domaines en toute indépendance. Ils frappaient leur propre monnaie, ce qui compliquait le commerce : au début du règne de Charles Robert, pas moins de trente-deux types de monnaies circulaient dans le pays.
Les routes passant par leurs domaines étaient soumises à de nombreux péages, et les marchands étaient fréquemment rançonnés. Par conséquent, les principales routes commerciales européennes contournèrent la Hongrie, ce qui affaiblit l'économie du pays.

### Un pouvoir néfaste pour la société
L'administration des oligarques entrava le développement de la société hongroise. Ils empêchaient l'essor des villes en ne leur accordant aucun privilège, comme le droit de foire. Les villes sous leur contrôle stagnèrent ou déclinèrent, notamment Sopron (famille Kőszegi), Nagyvárad (Borsa Kopasz) et Nagyszombat (Máté Csák).
Les paysans furent lourdement taxés, leurs libertés restreintes et ils pouvaient être déplacés arbitrairement d'une terre à l'autre. Les prélats furent également dépouillés de leurs terres, car leurs troupes étaient trop faibles pour défendre leurs domaines. Les oligarques guerroyaient sans cesse, soit entre eux, soit contre des souverains étrangers, soit en mariant leurs filles à des familles royales pour nouer des alliances.
L'historien Erik Fügedi souligne que, malgré leur puissance, les oligarques ne cherchèrent jamais à abolir la monarchie. La Hongrie était une monarchie millénaire, et même les plus puissants seigneurs avaient besoin du roi pour légitimer leurs titres. Lorsqu'ils entraient en conflit avec lui, ils privilégiaient soit un compromis, soit le soutien d'un prétendant étranger plus favorable à leurs intérêts. Cependant, leur incapacité à s'unir durablement contre le roi permit à la monarchie de reprendre progressivement le contrôle.

### La restauration de l'autorité royale
Le roi Charles Robert engagea une série de campagnes militaires entre 1312 et 1321 pour soumettre les oligarques. Il remporta la Bataille de Rozgony en 1312, écrasant les forces des Aba. Entre 1314 et 1317, il vainquit Borsa Kopasz et assiégea sa dernière forteresse, Sólyomkő. En 1316, il soumit les puissants seigneurs de Kőszeg, détruisit plusieurs forteresses et prit leur bastion principal. En 1321, après la mort de Máté Csák, il reprit Trencsén, dernier bastion des oligarques.
Après 1321, le roi s'attaqua aux seigneurs de Slavonie et soumit leurs territoires en 1323. Son pouvoir fut alors totalement rétabli. Pour éviter le retour des oligarques, Charles Robert mit en place une nouvelle élite issue de ses fidèles, notamment les Drugeth, Szécsényi, Garai, Lackfi et Debreceni. Les familles déchues s'exilèrent : les Aba en Pologne, les Kőszegi en Autriche et les Kán en Serbie et en Valachie.
Le phénomène des seigneurs provinciaux hongrois affaiblit temporairement la Hongrie, freinant le commerce, l'essor urbain et la stabilité du royaume. Toutefois, leur incapacité à former une alliance durable contre Charles Robert permit à ce dernier de les vaincre et de restaurer l'autorité monarchique, mettant fin à l'anarchie féodale.